# Les Affinités électives (film, 1974)
Pour les articles homonymes, voir Les Affinités électives (homonymie).
Pour plus de détails, voir Fiche technique et Distribution.
Les Affinités électives (Wahlverwandtschaften) est un film dramatique est-allemand réalisé par Siegfried Kühn, sorti en 1974. Le film est une transposition de l'ouvrage Les Affinités électives de Johann Wolfgang von Goethe publié en 1809.

## Synopsis
À l'époque des guerres napoléoniennes, Charlotte et Eduard se sont retirés ensemble dans une maison de campagne isolée peu après leur second mariage, où ils veulent tester s'ils peuvent tous deux se suffire à eux-mêmes. Alors que Charlotte rêve de passer des jours et des nuits ensemble et leur aménage à tous deux un nid d'amour dans une « maison de mousse », Eduard se lasse bientôt de cette vie à deux. Il convainc Charlotte de faire venir son ami, le capitaine, au domaine. De plus, Ottilie, la nourrice de Charlotte, doit rejoindre le trio à la campagne.
À quatre, ils vivent quelques jours d'été tranquilles. Eduard est cependant de plus en plus attiré par la jeune Ottilie, tandis que Charlotte passe son temps avec le capitaine. Ensemble, les quatre décident de faire construire une maison de plaisance sur le domaine, mais la communauté se déchire pendant la construction. Eduard avoue son amour pour Ottilie, tandis que Charlotte est tiraillée dans son amour pour le capitaine. Lorsque le capitaine part, Eduard quitte le domaine - notamment pour pouvoir résister à Ottilie. Il veut divorcer de Charlotte, qui attend pourtant un enfant de lui. Résigné, Eduard s'engage dans le service militaire. Soit il va mourir et il n'aura plus à choisir, soit il se consacrera définitivement à Ottilie à la fin de la guerre.
Charlotte donne naissance à l'enfant. Les mois passent et Ottilie garde le bébé non loin d'un étang lorsqu'Eduard revient. Ottilie se précipite à sa rencontre et tous deux passent l'après-midi ensemble, amoureux, jusqu'à ce qu'Ottilie se souvienne du bébé qu'elle a laissé derrière elle. Il ne peut être repêché que mort dans l'étang. Ottilie tombe dans un profond état d'inconscience. Charlotte considère cependant que son propre attachement à Eduard est une des raisons de la mort de son enfant. Elle accepte de divorcer d'Eduard. Mais Ottilie ne veut pas gagner Eduard de cette manière et s'enfuit. Elle reste introuvable, Eduard tombe en léthargie. Charlotte commence à réorganiser la propriété. Mais elle a toutes les peines du monde à soulever seule une grande armoire et elle s'y efforce en vain jusqu'à la fin.

## Fiche technique
- Titre original : Wahlverwandtschaften
- Titre français : Les Affinités électives[2],[3]
- Réalisateur : Siegfried Kühn
- Assistante au réalisateur : Ilse Bastubbe
- Scénario : Regine Kühn (de), Christel Gräf
- Photographie : Claus Neumann (de)
- Montage : Renate Bade (de), Helga Krause
- Décors : Richard Schmidt, Reinhart Zimmermann
- Son : Peter Dienst
- Musique : Karl-Ernst Sasse, musique interprétée par le Suske Quartett
- Costumes : Eva Sickert
- Producteur : Bernd Gerwien
- Sociétés de production : Deutsche Film AG
- Pays de production :  Allemagne de l'Est
- Langue de tournage : allemand
- Format : Couleur Orwo - 1,66:1 - Son mono - 35 mm
- Durée : 102 minutes (1h42)
- Genre : Drame historique
- Dates de sortie :
  - Allemagne de l'Est : 27 août 1974
  - Hongrie : 30 octobre 1975
  - Pologne : 26 avril 1976

## Distribution
- Beata Tyszkiewicz : Charlotte
- Hilmar Thate : Édouard
- Magda Vášáryová : Ottilie
- Gerry Wolff : le Capitaine
- Horst Schulze (de) : l'entremetteur
- Christine Schorn : la Baronne
- Volkmar Kleinert (de) : le Comte
- Jana Plichtová : Luciane
- Nico Turoff (de) : le jardinier
- Jost Braun : l'architecte
- Karl-Ernst Sasse : le pianiste

## Production
Les Affinités électives a été tourné de 1973 à 1974. Une série de scènes ont été tournées dans le Herrenhaus Rossewitz (de), près de Güstrow. La scène finale, dans laquelle Eduard cherche Ottilie dans une église et s'effondre devant l'autel, a été tournée dans l'église de Gessin (de). La première du film a eu lieu le 27 août 1974 au Filmtheater des Friedens de Weimar.